# 小牧国際ボウル

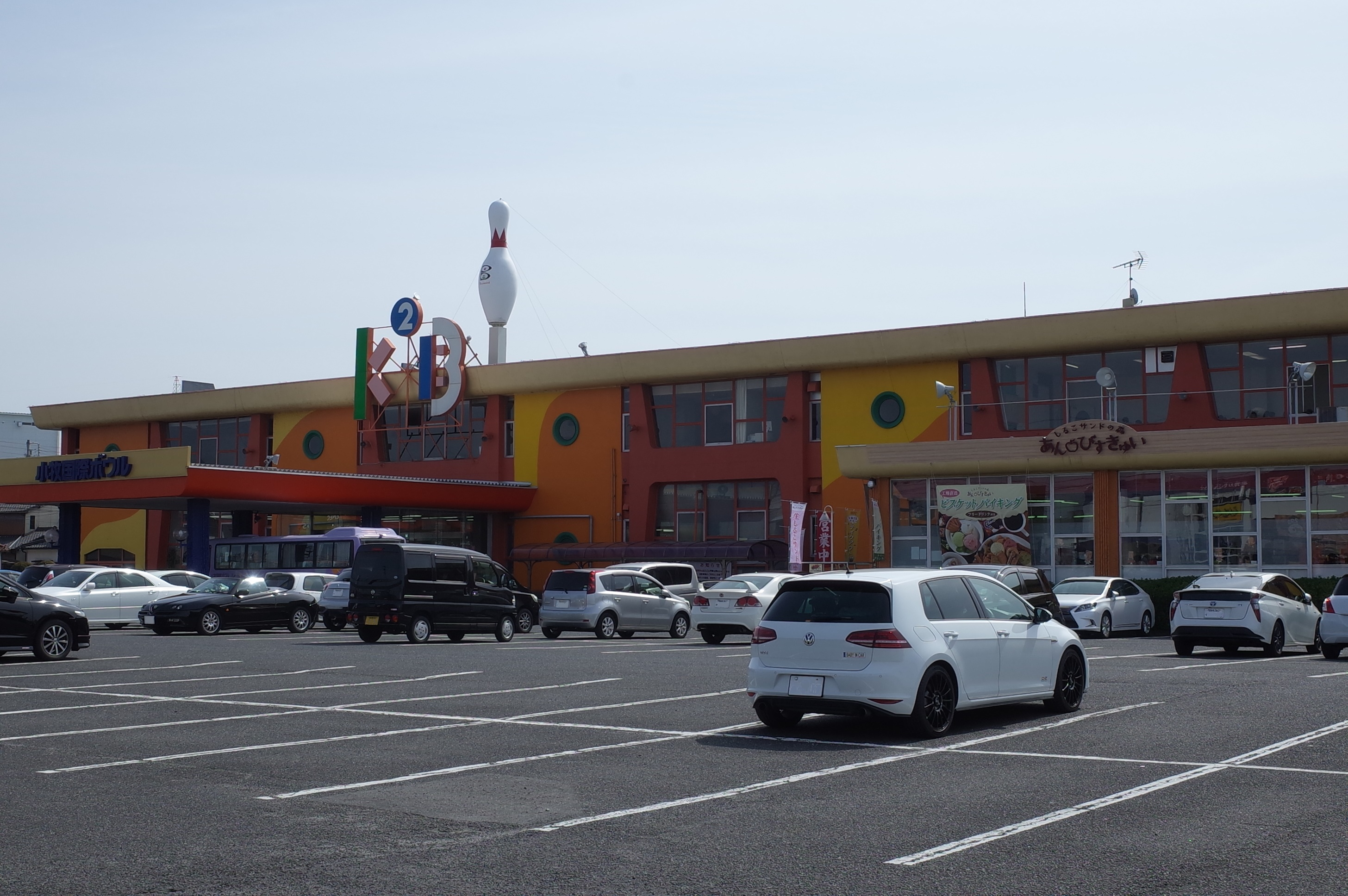
小牧国際ボウル

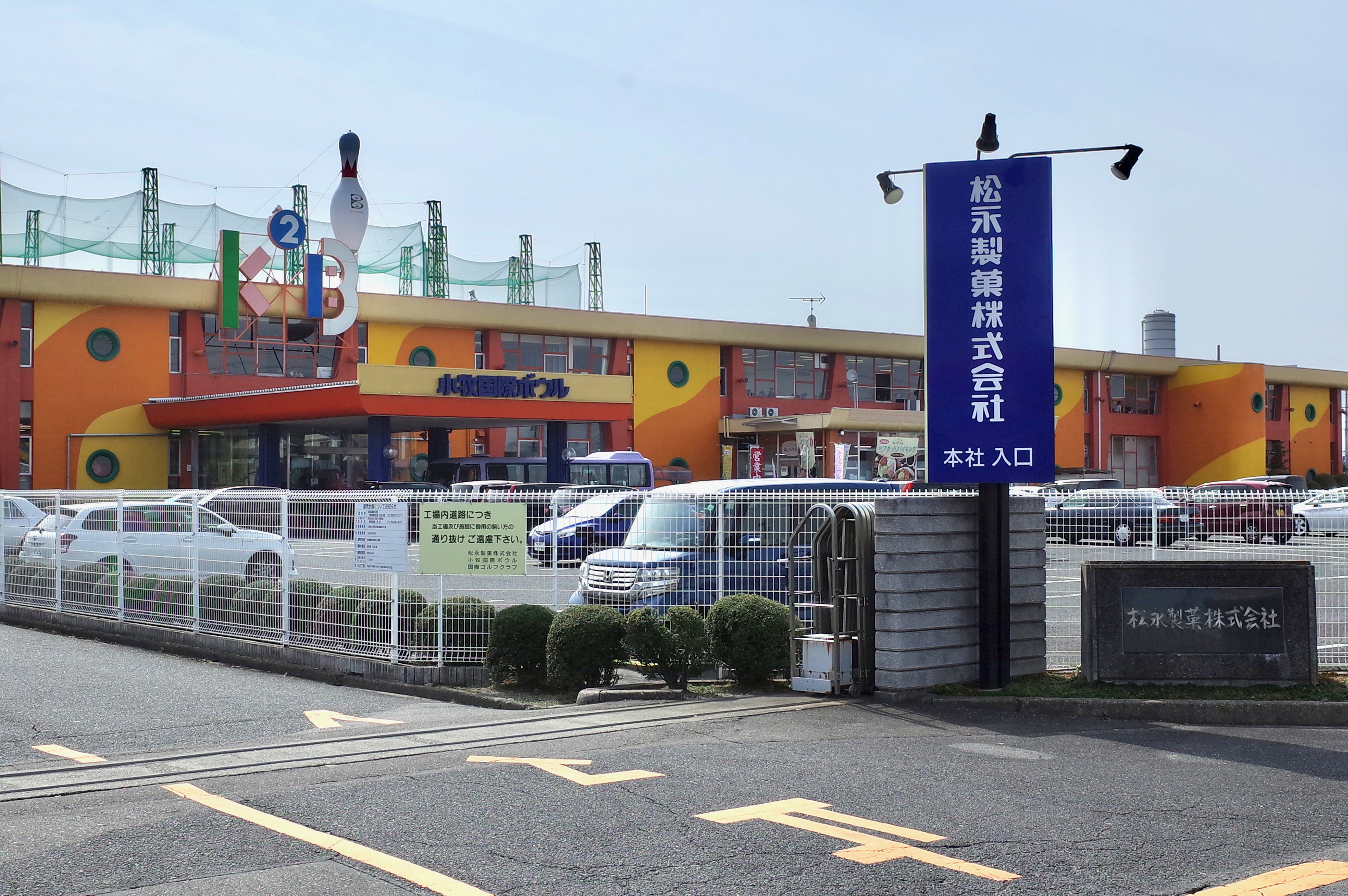
小牧国際ボウル

小牧国際ボウル（こまきこくさいボウル）は、かつて愛知県小牧市にあったボウリング場。略称はK2B（Komaki Kokusai Bowlの頭文字（「K」が2つで「K2」）から）。運営は松永製菓株式会社。

## 概要
松永製菓が自社工場敷地内に建設した。ボウリング以外に卓球ができる施設も併設されていた。マスコットは「ペンギン」。
2021年9月5日、跡地に「中京テレビハウジング小牧 チュウキョ〜くんタウン」がオープンした。

## 沿革
- 1970年 - オープン
- 1990年 - コンピュータシステムを導入
- 2013年 - コンピュータシステム、トイレをリニューアル
- 2018年 - 閉業

## 施設
- ボウリング場
- プロショップ
- 卓球場
- キッズコーナー
- パーティールーム
- 松永製菓直売店（しるこサンドなどの菓子類を販売。いわゆる訳あり商品も販売している）
- あんびすきゅい（商品の販売とお菓子のバイキングを行っている）
- 駐車場

## その他
- 団体や家族向けに、デジタルカメラの無料貸し出しを行なっていた。撮影した画像を無料で印刷し、プレゼントしてくれるサービスがあった。
- 20名以上の団体予約をした場合、無料送迎バスサービスを行なっていた。

## 公式大会
フレンドリークラブボウリング大会
2ヶ月に1回日曜に行う小牧国際ボウルでは伝統のある大会（3ゲーム）。
フリータイムリーグ
月曜から日曜までの営業時間内に宣言して行うシングルリーグ戦（3ゲーム）。
フリータイムコンペ
一定期間内で営業時間内に宣言して行うシングル戦。期間が終了したら、表彰が行われ、順位によって商品が渡される。参加毎に1ゲーム券がプレゼントされる（3ゲーム）。
支配人チャレンジ
（4ゲーム）。
スタッフチャレンジ
（4ゲーム）。
個人会員例会、クラス別王座決定戦
（4ゲーム）。
シニア親睦ボウリング大会
（4ゲーム）。
ダブルスリーグ
（4ゲーム）。
プロリーグ
（4ゲーム）。

## 所在地
- 愛知県小牧市大字西之島330

## 周辺施設
- 松永製菓株式会社小牧本社工場
- 小牧国際ゴルフクラブ - 松永製菓が運営するゴルフ練習場。
- 国道155号
- 小牧市立小牧西中学校
- ゲオ小牧西店